# Lecanora subtjibodasensis
Lecanora subtjibodasensis är en lavart som beskrevs av Zahlbr. Lecanora subtjibodasensis ingår i släktet Lecanora och familjen Lecanoraceae.   Inga underarter finns listade i Catalogue of Life.